# Девід Бенавідес
Ентоні Девід Бенавідес (англ. Anthony David Benavidez; нар. 17 грудня 1996) — американський боксер-професіонал, дворазовий чемпіон світу (2017—2018, 2019—2020) та «тимчасовий» чемпіон (2022—2024) за версією WBC  в другій середній вазі, «тимчасовий» чемпіон WBC (2024—2025), «регулярний» чемпіон за версією WBA (2025) та чемпіон за версією WBC (2025) в напівважкій вазі.

## Таблиця боїв
| 30 Перемог (24 нокаутом, 6 за рішенням суддів), 0 Поразок |               |                   |        |            |                   |                                          | |
| №                                                         | Результат     | Противник         | Спосіб | Раунд, час | Дата              | Місце проведення                         | Примітки |
| 30                                                        | Перемога 30-0 | Девід Моррелл     | UD     | 12         | 1 лютого 2025     | Ті-Мобайл-арена, Парадайз, Невада        | Захистив титул «тимчасового» чемпіона WBC в напівважкій вазі. Завоював титул WBA (Regular) в напівважкій вазі. |
| 29                                                        | Перемога 29-0 | Олександр Гвоздик | UD     | 12         | 15 червня 2024    | MGM Grand Garden Arena, Парадайз, Невада | Завоював вакантний титул «тимчасового» чемпіона WBC в напівважкій вазі.                                        |
| 28                                                        | Перемога 28-0 | Деметріус Ендред  | RTD    | 6 (12)     | 25 листопада 2023 | Michelob Ultra Arena, Парадайз, Невада   | Захистив титул «тимчасового» чемпіона WBC в другій середній вазі.                                              |